# Pterygoplichthys lituratus
Pterygoplichthys lituratus är en fiskart som först beskrevs av Kner, 1854.  Pterygoplichthys lituratus ingår i släktet Pterygoplichthys och familjen Loricariidae. Inga underarter finns listade i Catalogue of Life.